# کی. سی. ایروینگ
کی. سی. ایروینگ (انگلیسی: K. C. Irving; ۱۴ مارس ۱۸۹۹ – ۱۳ دسامبر ۱۹۹۲) کارآفرین اهل کانادا بود، که در سال ۱۹۲۴ شرکت ایروینگ اویل را تأسیس کرد.